# Shoeless Joe Jackson
Joseph Jefferson Jackson (* 16. Juli 1887 in Pickens County, South Carolina; † 5. Dezember 1951 in Greenville, South Carolina) war ein US-amerikanischer Baseballspieler der Philadelphia Athletics, Cleveland Indians, Cleveland Naps und Chicago White Sox in der Major League Baseball (MLB). Sein Spitzname war Shoeless Joe. 
Er gewann 1917 mit den White Sox die World Series und galt neben Ty Cobb und Babe Ruth als einer der größten Spieler seiner Generation. Doch nach dem Black-Sox-Skandal von 1919 wurde er lebenslang aus der MLB verbannt und steht auf der Schwarzen Liste von Spielern, die nicht in die Baseball Hall of Fame gewählt werden dürfen. Diese Sperre wurde im Mai 2025 von MLB Commissioner Rob Manfred aufgehoben.

## Karriere

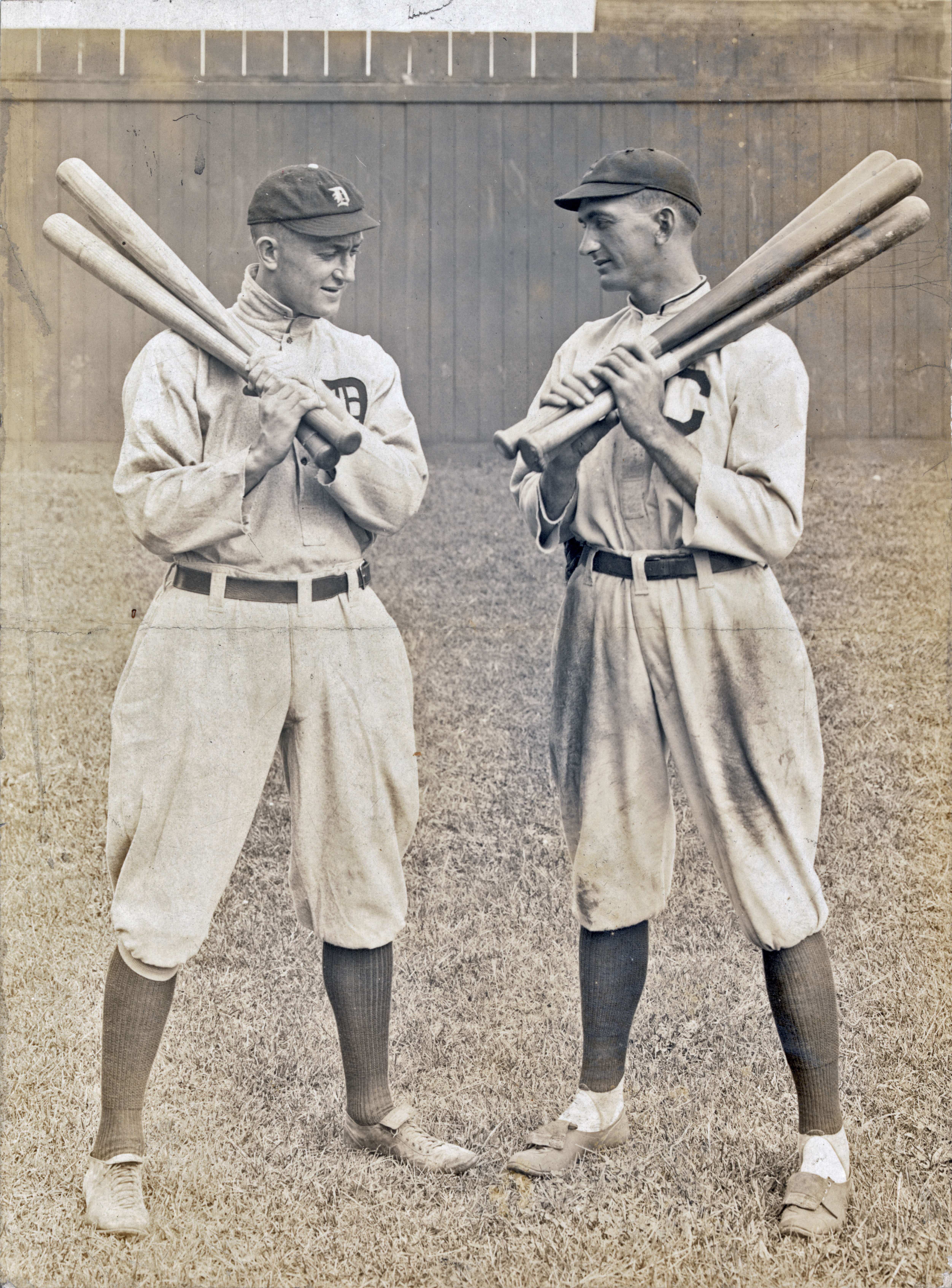
Ty Cobb und Jackson, 1913

Jackson verbrachte eine Kindheit voller Armut und Entbehrung, in der er von klein auf in einer Kleiderfabrik arbeitete. Er lernte nie Lesen und Schreiben und blieb zeit seines Lebens ein Analphabet. Schon als Jugendlicher fiel seine lehrbuchartige Schlagtechnik auf, mit der er schier mühelos Home Runs schlagen konnte. Er wurde Shoeless Joe genannt, da er einmal während eines Spiels seine zu unbequemen Schuhe auszog und weiter spielte. 
In Philadelphia und Cleveland etablierte er sich als wertvoller Schlagmann, der beständig einen Schlagdurchschnitt von .350 und mehr schlug. In diesen Jahren entwickelte sich eine freundschaftliche Fehde mit Ty Cobb (Detroit Tigers) um den Titel des „besten Schlagmannes der Welt“. 1917 gewann er als Mitglied der Chicago White Sox die World Series. Doch seine Karriere endete abrupt, denn 1919 war er in den Black-Sox-Skandal verwickelt. Trotz unklarer Beweislage (sein Geständnis kam unter Alkoholeinfluss zustande, und er unterschrieb, obwohl er als Analphabet den Text nicht lesen konnte) wurde er lebenslang gesperrt. Bei der Verhandlung wurde auch die Legende geboren, dass ein kleiner Junge Jackson anflehte: „Say it ain’t so, Joe!“ („Sag, dass das nicht wahr ist, Joe!“). Es wurde zum geflügelten Wort (beispielsweise nutzte es Sarah Palin in der Vizepräsidentendebatte 2008 gegen Joe Biden), obwohl es sich hierbei wahrscheinlich um eine Legende handelt.

Obwohl er als Hobby weiter Baseball spielte, hielt er seine Distanz zur MLB. Als einmal Ty Cobb vorbeikam, stellte Cobb ungläubig fest, dass ihn Jackson nicht grüßte. Als er fragte, ob er ihn nicht erkenne, meinte Jackson:

„Natürlich habe ich dich erkannt. Ich wollte nur sichergehen, daß du mich grüßen wolltest. Viele Leute tun das nämlich nicht.“

Weil Jackson ein Analphabet war, gab er sehr selten Autogramme. Verträge ließ er entweder durch Frau oder Manager unterzeichnen und waren sie nicht verfügbar, unterzeichnete er sie mit einem fast unleserlichen Gekritzel. Diese extrem seltenen Autogramme sind heute sehr begehrt.

## Qualitäten
Jackson galt als Spieler mit lehrbuchhafter Schlagtechnik. Sein Schlagdurchschnitt von .356 ist die dritthöchste der MLB-Historie, und seine Spitzensaison 1911 mit .408 ist der sechstbeste Saisonschnitt dieser Liga. Sein Rivale und Freund Ty Cobb sagte einmal: 

„Sobald ich denke, daß meine Schlagtechnik gut ist, sehe ich mir Jackson an. Dann weiß ich, daß ich jeden Tag hart an mir arbeiten muß.“

## Privatleben
Jackson heiratete 1908 seine Frau Katie Wynn. Nach der Verbannung aus der MLB eröffnete Jackson mit seiner Frau ein Spirituosengeschäft und eine Reinigung, mit denen er finanziell gut über die Runden kam. Er starb 1951 an einem Herzinfarkt.